# Hugo von Santalla
Hugo von Santalla, auch Hugo Sanctallensis,  war ein in Spanien lebender Übersetzer des 12. Jahrhunderts. Er übersetzte arabische Manuskripte über Hermetik, Alchemie  und Astrologie ins Lateinische.
Es wird angenommen, dass Hugo von Santalla als Priester am Hof des Bischofs von Tarazona gelebt hat.

## Übersetzungen
Folgende Übersetzungen werden ihm zugeschrieben:
- Liber Aristotilis des Hugo von Santalla. Ed. Charles Burnett u. David Pingree. London 1997. (Warburg Institute Surveys & Texts) (Latin and English Edition). ISBN 0-85481-115-X

Der Liber Aristotilis ist eine Übersetzung eines verschollenen  arabischen Manuskriptes mit hermetischen Texten und Schriften zur Alchemie und Astrologie. Der Text überliefert den Stand der arabischen Astrologie in Bagdad und basiert auf persischen, syrischen  und griechischen Quellen. Trotz seines Titels enthält dieses Buch keine Schriften von Aristoteles.
- Liber de secretis naturae des Apollonius von Tyana.

Lateinische Übersetzung des Kitâb sirr al-Khalîqa de Balînoûs. Ins Französische übers. u. hrsg. von Françoise Hudry. In: Chrysopoeia. Revue publiée par la Société d'Étude de l'Histoire de l'Alchimie. VI (1997-1999): Cinq traités alchimiques médiévaux, Paris-Milan, Archè, 2000. S. 1–154.
Das Buch wurde bis in die Renaissance fälschlich dem griechischen Mystiker Apollonius von Tyra zugeschrieben, ist aber eine Kompilation von Texten zu okkulten Lehren, die aus verschiedenen orientalischen Quellen zusammengestellt worden sind. Sie wurde im 10. Jahrhundert von syrischen, persisch beeinflussten hermetischen Kreisen konzipiert und zusammengestellt.
siehe auch Tabula Smaragdina.
- De Spatula[5]
Ein Buch über die Wahrsagekunst der Spatulamantie (Schulterblattorakel).